# Naples (Illinois)
Pour les articles homonymes, voir Naples (homonymie).
Naples est une ville située au nord-ouest du comté de Scott, dans l'Illinois, aux États-Unis. Elle est incorporée le 1er février 1839,.

## Démographie
Lors du recensement de 2010, le village comptait une population de 130 habitants. Elle est estimée, en 2016, à 124 habitants.

## Source de la traduction
- (en) Cet article est partiellement ou en totalité issu de l’article de Wikipédia en anglais intitulé « Naples, Illinois » (voir la liste des auteurs).